# Atletik under sommer-OL 2016 - 50 kilometer kapgang (herrer)
Mændenes 50 kilometer kapgang under sommer-OL 2016 i Rio de Janeiro blev afholdt den 19. august 2016 på stranden Pontal.

## Resultater
| Key: | NR | Nationalt rekord | PB | Personligt bedste | SB | Sæsonens bedste | ~ | Tab af kontakt | > | Undladelse af at rette knæet |

| Rangering                        | Navn                   | Nationalitet   | Tid     | Noter          |
| -------------------------------- | ---------------------- | -------------- | ------- | -------------- |
| 1                                | Matej Tóth             | Slovakiet      | 3:40:58 |                |
| 2. plads, sølvmedaljemodtager(e) | Jared Tallent          | Australien     | 3:41:16 | SB             |
| 3                                | Hirooki Arai           | Japan          | 3:41:24 | SB             |
| 4                                | Evan Dunfee            | Canada         | 3:41:38 | NR             |
| 5                                | Yu Wei                 | Kina           | 3:43:00 |                |
| 6                                | Robert Heffernan       | Irland         | 3:43:55 |                |
| 7                                | Håvard Haukenes        | Norge          | 3:46:33 | PB             |
| 8                                | Yohann Diniz           | Frankrig       | 3:46:43 |                |
| 9                                | Caio Bonfim            | Brasilien      | 3:47:02 | NR             |
| 10                               | Chris Erickson         | Australien     | 3:48:40 | PB             |
| 11                               | Wang Zhendong          | Kina           | 3:48:50 |                |
| 12                               | Quentin Rew            | New Zealand    | 3:49:32 |                |
| 13                               | Horacio Nava           | Mexico         | 3:50:53 | ~              |
| 14                               | Takayuki Tanii         | Japan          | 3:51:00 | ~              |
| 15                               | Adrian Blocki          | Polen          | 3:51:31 |                |
| 16                               | Omar Zepeda            | Mexico         | 3:51:35 | ~              |
| 17                               | Jorge Armando Ruiz     | Colombia       | 3:51:42 | > PB           |
| 18                               | Serhiy Budza           | Ukraine        | 3:53:22 | SB             |
| 19                               | Brendan Boyce          | Irland         | 3:53:59 |                |
| 20                               | Jesús Ángel García     | Spanien        | 3:54:29 |                |
| 21                               | Marco de Luca          | Italien        | 3:54:40 |                |
| 22                               | Rafał Augustyn         | Polen          | 3:55:01 | >              |
| 23                               | Jarkko Kinnunen        | Finland        | 3:55:43 |                |
| 24                               | Rafał Fedaczyński      | Polen          | 3:55:51 |                |
| 25                               | José Leyver Ojeda      | Mexico         | 3:56:07 |                |
| 26                               | Dušan Majdán           | Slovakiet      | 3:58:25 | >> SB          |
| 27                               | Koichiro Morioka       | Japan          | 3:58:59 |                |
| 28                               | Alexandros Papamichail | Grækenland     | 3:59:21 |                |
| 29                               | Jonathan Rieckmann     | Brasilien      | 4:01:52 | ~              |
| 30                               | Ronald Quispe          | Bolivia        | 4:02:00 | NR             |
| 31                               | Narcis Stefan Mihaila  | Rumænien       | 4:02:46 | PB             |
| 32                               | Pedro Isidro           | Portugal       | 4:03:42 | ~              |
| 33                               | Tadas Suskevicius      | Litauen        | 4:04:10 |                |
| 34                               | Rolando Saquipay       | Ecuador        | 4:07:29 |                |
| 35                               | Sandeep Kumar          | Indien         | 4:07:55 | ~              |
| 36                               | Miguel Carvalho        | Portugal       | 4:08:16 |                |
| 37                               | Arnis Rumbenieks       | Letland        | 4:08:28 |                |
| 38                               | Marc Mundell           | Sydafrika      | 4:11:03 |                |
| 39                               | Ivan Banzeruk          | Ukraine        | 4:11:51 |                |
| 40                               | Brendon Reading        | Australien     | 4:13:02 |                |
| 41                               | Mario Alfonso Bran     | Guatemala      | 4:15:14 | >              |
| 42                               | Vladimir Savanović     | Serbien        | 4:15:53 |                |
| 43                               | John Nunn              | USA            | 4:16:12 |                |
| 44                               | Bence Venyercsán       | Ungarn         | 4:19:15 |                |
| 45                               | Claudio Villanueva     | Ecuador        | 4:19:33 |                |
| 46                               | Nenad Filipovic        | Serbien        | 4:25:41 |                |
| 47                               | Han Yucheng            | Kina           | 4:32:35 | >>             |
| 48                               | Pavel Chihuán          | Peru           | 4:32:37 | >              |
| 49                               | Predrag Filipović      | Serbien        | 4:39:48 | >              |
| –                                | Kim Hyun-sub           | Sydkorea       | DNF     |                |
| –                                | Ivan Trotski           | Hviderusland   | DNF     | >              |
| –                                | Ihor Hlavan            | Ukraine        | DNF     |                |
| –                                | Miguel Ángel López     | Spanien        | DNF     |                |
| –                                | Carl Dohmann           | Tyskland       | DNF     |                |
| –                                | Hagen Pohle            | Tyskland       | DNF     | >              |
| –                                | Matteo Giupponi        | Italien        | DNF     |                |
| –                                | Mathieu Bilodeau       | Canada         | DNF     |                |
| –                                | Artur Mastianica       | Litauen        | DNF     |                |
| –                                | José Leonardo Montaña  | Colombia       | DNF     | >~             |
| –                                | Alex Wright            | Irland         | DNF     |                |
| –                                | Jose Ignacio Diaz      | Spanien        | DNF     | >>             |
| –                                | Marius Cocioran        | Rumænien       | DNF     |                |
| –                                | Sándor Rácz            | Ungarn         | DNF     |                |
| –                                | Luis Henry Campos      | Peru           | DNF     | >>             |
| –                                | Mário dos Santos       | Brasilien      | DNF     |                |
| –                                | Veli-Matti Partanen    | Finland        | DNF     |                |
| –                                | Yerenman Salazar       | Venezuela      | DNF     |                |
| –                                | Joao Vieira            | Portugal       | DNF     |                |
| –                                | Edward Araya           | Chile          | DQ      | >>~ R 230.7a   |
| –                                | Teodorico Caporaso     | Italien        | DQ      | ~ ~ ~ R 230.7a |
| –                                | Andres Chocho          | Ecuador        | DQ      | ~ ~ ~ R 230.7a |
| –                                | Lukáš Gdula            | Tjekkiet       | DQ      | >>> R 230.7a   |
| –                                | Dominic King           | Storbritannien | DQ      | >>> R 230.7a   |
| –                                | Luis Lopez             | El Salvador    | DQ      | >~~ R 230.7a   |
| –                                | Aleksi Ojala           | Finland        | DQ      | >>> R 230.7a   |
| –                                | Park Chil-sung         | Sydkorea       | DQ      | ~ ~ ~ R 230.7a |
| –                                | Jaime Quiyuch          | Guatemala      | DQ      | >~> R 230.7a   |
| –                                | James Rendon           | Colombia       | DQ      | ~ ~ ~ R 230.7a |
| –                                | Miklós Srp             | Ungarn         | DQ      | >~> R 230.7a   |
| –                                | Martin Tišťan          | Slovakiet      | DQ      | >>> R 230.7a   |